# 黃韋盛
黃韋盛（1999年2月19日—），為一名台灣棒球選手，目前效力於中華職棒中信兄弟，主要守備位置為一壘手、三壘手、外野手，亦可擔任二壘手。

## 生平
出生於臺中市，從小便展現運動天賦，幼年時期專長是特技腳踏車，還因此在6歲的時候上吳宗憲主持的節目齊天大勝表演。
小學起就開始打棒球。中學時就讀西苑高中，畢業後就讀康寧大學。2019年康寧大學棒球隊解散，因此轉學至遠東科技大學，並在該年的全國成棒甲組春季聯賽對戰美和科技大學的比賽中擊出再見安打，率領球隊首度進軍四強戰，最終黃韋盛也拿下該屆賽事的打擊獎第一名，並報名當年的中華職棒選秀會，但未獲任何一支球隊指名。
2020年，參加新人測試會獲得教練團推薦，得以參加中華職棒選秀會，最終被中信兄弟隊以第6輪第31順位選中，並以70萬元簽約金、一軍月薪9.5萬、二軍月薪7萬及激勵獎金80萬元的合約加盟。
2021年，於7月17日首度在一軍出賽，但只有1個打席沒有安打，而該年僅這場出賽。
2022年，出賽37場比賽，擊出22支安打、打擊率0.265，並入選台灣大賽名單，首戰就在首局滿壘的情況下擊出帶有2分打點的安打，幫助中信兄弟隊先馳得點。
2023年，出賽47場比賽，擊出18支安打，打擊率0.225。在10月10日面對樂天桃猿隊的比賽時，四局上黃韋盛在滿壘時敲出左外野安打後順手把球棒丟在本壘附近，嚴宏鈞隨後將其球棒踢到三壘與本壘的壘線，落在更靠近跑者路線的位置，引發網友熱議。除了批評嚴宏鈞有「故意害人」的行為，也有人檢視黃韋盛丟球棒的位置不恰當，造成兩方的爭議。事後黃韋盛表示會虛心檢討與改進。
2024年，於熱身賽中18個打數擊出8支安打，打擊率高達0.444，理所當然地進入開季名單，但春訓期間因為滑壘導致肩膀不適，因此被下放二軍。最後於8月31日遭到註銷，該年無一軍出賽記錄，二軍也只出賽7場比賽；最後出賽日期也停在4月20日。

## 職棒生涯成績
| 年度 | 球隊     | 背號 | 出賽 | 打數 | 安打 | 全壘打 | 打點 | 盜壘 | 四死 | 三振 | 壘打數 | 雙殺打 | 打擊率 | 上壘率 | 長打率 | OPS   |
| ---- | -------- | ---- | ---- | ---- | ---- | ------ | ---- | ---- | ---- | ---- | ------ | ------ | ------ | ------ | ------ | ----- |
| 2021 | 中信兄弟 | 66   | 1    | 1    | 0    | 0      | 0    | 0    | 0    | 1    | 0      | 0      | 0.000  | 0.000  | 0.000  | 0.000 |
| 2022 | 中信兄弟 | 66   | 37   | 83   | 22   | 0      | 11   | 1    | 9    | 20   | 25     | 2      | 0.265  | 0.337  | 0.301  | 0.638 |
| 2023 | 中信兄弟 | 66   | 47   | 80   | 18   | 0      | 5    | 0    | 6    | 25   | 20     | 3      | 0.225  | 0.276  | 0.250  | 0.526 |
| 合計 | 3年      | 3年  | 85   | 164  | 40   | 0      | 16   | 1    | 15   | 46   | 45     | 5      | 0.244  | 0.306  | 0.274  | 0.580 |

## 特殊事蹟
- 2021年7月17日，對富邦悍將隊生涯首度上場，於九局上代打陳子豪，但遭到三振。
- 2022年6月3日，對樂天桃猿隊生涯首度先發，於二局下擊出生涯首支安打及首分打點。
- 2022年6月25日，對富邦悍將隊於二局下生涯首次盜壘成功。
- 2025年6月21日，對富邦悍將隊於二局下擊出生涯首發全壘打[8]。

## 外部連結
- 黃韋盛在台灣棒球維基館上的頁面（繁體中文）
- 黃韋盛在中華職棒官網
- 黃韋盛在Baseball-Reference.com（小聯盟以及海外聯盟）（英语）